# Hlincea, Iași
Hlincea este un sat în comuna Ciurea din județul Iași, Moldova, România.

## Istoric
Hlincea este cea mai veche asezare de pe teritoriul comunei, atestată documentar în 1587, de catre doamna Maria, fiica voievodului Petru Șchiopul si sotul ei, spatarul Zetu.

## Etimologie
Denumirea de Hlincea vine, se pare, de la carierele de lut din apropiere (gliva, hliva).

## Monumente istorice
Aici se găsește Mănăstirea Hlincea cu Biserica „Sfântul Gheorghe", secolul al XVI lea, având pictura interioară din 1661 și un tablou votiv al domnitorului Vasile Lupu. Mănăstirea Hlincea datează de la sfârșitul secolului al XVI-lea și a fost ctitoria domniței Maria, fiica lui Petru Șchiopul, domnitorul Moldovei (1574-1579 și 1582-1591) și a soțului ei, spătarul de origine greacă Zottu Tzigara.

## Legături externe
Materiale media legate de Hlincea la Wikimedia Commons